# لوورن (داکوتای شمالی)
لوورن(به انگلیسی: Luverne) شهری در ایالت داکوتای شمالی کشور ایالات متحده آمریکا است که جمعیت آن در سرشماری سال ۲۰۱۰ میلادی، ۳۱ نفر بوده‌است.